# Diopisthoporus gymnopharyngeus
Diopisthoporus gymnopharyngeus är en plattmaskart som beskrevs av Smith och Tyler 1985. Diopisthoporus gymnopharyngeus ingår i släktet Diopisthoporus och familjen Diopisthoporidae. Inga underarter finns listade i Catalogue of Life.